# يوسف جازع
يوسف جازع (13 أوكتوبر 1963- ) لاعب كرة قدم سعودي سابق. و قد كان يلعب مع نادي الهلال السعودي و مع منتخب السعودية لكرة القدم.